# Hülya Şenyurt
Hülya Şenyurt (geboren am 10. November 1973 in Altınordu) ist eine ehemalige türkische Judoka, die 1992 eine olympische Bronzemedaille im Superleichtgewicht gewann, der Gewichtsklasse bis 48 kg.

## Sportliche Karriere
Şenyurt war 1990 Dritte der Junioreneuropameisterschaften, 1991 erreichte sie das Finale und gewann die Silbermedaille. Bei den Olympischen Spielen 1992 in Barcelona standen erstmals Damen-Wettbewerbe im Judo auf dem Programm. Hülya Şenyurt verlor ihren ersten Kampf nach 19 Sekunden gegen die spätere Olympiasiegerin Cécile Nowak aus Frankreich. In der Hoffnungsrunde besiegte sie nacheinander die Argentinierin Carolina Mariani, die Italienerin Giovanna Tortora, die Venezolanerin María Elena Villapol und die Britin Karen Briggs und gewann so mit einer Kampfbilanz von vier Siegen und einer Niederlage die Bronzemedaille. 
Bei den Europameisterschaften 1993 in Athen unterlag sie im Viertelfinale gegen die Russin Tatjana Kuwschinowa, gewann dann aber drei Kämpfe in der Hoffnungsrunde, im Duell um Bronze besiegte sie die Griechin Evangelista Vassiliou. 1996 belegte Şenyurt bei den Weltcupturnieren in Moskau, Leonding und Prag den dritten Platz und gewann die Dutch Open. Bei den Olympischen Spielen in Atlanta unterlag sie in ihrem ersten Kampf gegen die Algerierin Salima Souakri.